# Vincent Bolduc
Pour les articles homonymes, voir Bolduc.
Vincent Bolduc (né le 28 juin 1978 à Lévis) est un comédien, auteur et chroniqueur québécois. Il est né à Lévis et il a grandi sur la rue Boileau. Sa famille s'est installée par la suite à Sainte-Hélène-de-Breakeyville. Il commence sa carrière à l'âge de 10 ans en faisant des imitations du célèbre personnage Roland « Hi-Ha » Tremblay créé par l'humoriste Michel Barrette. Il devient rapidement comédien à la télévision et au cinéma.
On a pu le voir dans plusieurs séries télévisées, dont Les Filles de Caleb, Ent'Cadieux, Ces enfants d'ailleurs et Cover Girl (2005). Il a joué dans quelques films pour enfants comme, Pas de répit pour Mélanie, Tirelire, combines et cie et Une nuit à l'école. Il était chroniqueur à l'émission La revanche des nerdZ à Ztélé dans une chronique d'environnement ainsi que pour le magazine culturel On fait tous du showbusiness à Radio-Canada. Il a aussi joué le rôle de Gilles Gendron Jr. dans l'émission Une grenade avec ça? diffusée sur VRAK.TV , dans l'émission Tactik diffusée à Télé-Québec et dans l'émission Sur la piste diffusée sur Canal Famille .
Après des études en écriture dramatique à l'École nationale de théâtre du Canada, il se consacre aussi à l'écriture à la télévision (Tactik, Kif-Kif, Ayoye!, Stan et ses stars...), au cinéma (Les Pieds dans le vide) et au théâtre (La Soif de l'or, RENT...). Il a aussi créé la série jeunesse Tactik en collaboration avec Alex Veilleux.
Vincent Bolduc a également participé de nombreuses années à la Ligue nationale d'improvisation et en 2011, il rejoint le groupe d'humoristes politiques Les Zapartistes. De l'automne 2013 jusqu'au 18 avril 2019, il fait partie de l'équipe de chroniqueurs réguliers de l'émission de services Entrée Principale, animée par André Robitaille et diffusée à la Télévision de Radio-Canada.

## Filmographie

### Télévision
- 1990 : Le P'tit Monde de Vincent (TVA) : Animateur
- 1990 : Les Intrépides : Antoine
- 1990 : Les Filles de Caleb : Napoléon Bordeleau
- 1990 - 1992 : D'amour et d'amitié : Jérémie
- 1991 : Une nuit à l'école : Éric
- 1993 : Le Jardin d'Anna : Francis
- 1993 - 1998 : Ent'Cadieux : Alexis Cadieux
- 1994 : Les Intrépides : Pierrot
- 1992 - 1994 : Les Débrouillards : Philo
- 1995 : Les Intrépides : Antoine
- 1995 - 1997 : Sur la piste : Animateur
- 1998 : Ces enfants d'ailleurs - La Suite : Nicolas Pavlosky
- 2002 - 2003 : Sofa : Animateur
- 2003 : Une grenade avec ça? : Gilles Gendron Jr.
- 2004 : Les Bougon : Le Pou
- 2005 : Cover Girl (série TV) : Joujou Velcro / Justin Pearson-Faucher-Brodeur
- 2006 : François en série : Le Peureux en lui
- 2006 - 2007 : Mondial d'Impro Juste pour Rire : Improvisateur
- 2007 - 2008 : On fait tous du showbusiness : Chroniqueur
- 2008 : Tournoi des étoiles LNI : Improvisateur
- 2008 : Stan et ses stars : Pierre-Luc Desrives
- 2009-2013 : Tactik : Jeff St-Cyr
- 2013 : Entrée Principale : chroniqueur

### Cinéma
- 1990 : Pas de répit pour Mélanie : Martin-Pierre
- 1992 : Tirelire, combines et cie : Benoît
- 2003 : L'Écrivain public : Steve
- 2004 : Trois petits coups : Mamzelle G.
- 2009 : Les Pieds dans le vide : P.-A.
- 2014 : La Gang des hors-la-loi de Jean Beaudry : Georges

## Théâtre
- 2011 - 2012 : Motel des Brumes : Antoine
- 2009 - 2011 : Les Mauvaises Herbes : Momo
- 2008 : Les Exilés de la lumière : Gabriel
- 2001 - 2009 : Ligue nationale d'improvisation : Improvisateur
- 2004 : C'est devenu gros : François
- 1995 - 1997 : Amies à vie : Justin

## Scénarisation
- 2009 - 2013 : Tactik Auteur principal et scénariste
- 2009 : Les Pieds dans le vide : scénario
- 2008 : Stan et ses stars scénariste
- 2005 - 2006 : Kif-Kif scénariste
- 2004 : RENT traduction et adaptation en collaboration avec Yves Morin
- 2002 - 2003 : Sofa scénariste
- 2002 - 2003 : Ayoye! scénariste

## Prix et distinctions
- 2008 - Trophée Beaujeu, Étoile de la saison Ligue nationale d'improvisation
- 2007 - Grand Champion Tournoi des étoiles de la Ligue nationale d'improvisation
- 2007 - Grand Maître Tournoi des maîtres Grand Rire de la Ligue nationale d'improvisation
- 2007 - Trophée Marcel Sabourin, joueur le plus apprécié par ses pairs de la Ligue nationale d'improvisation
- 2006 - Trophée Marcel Sabourin, joueur le plus apprécié par ses pairs de la Ligue nationale d'improvisation
- 2006 - Prix de la relève, Alliance pour l’enfant et la télévision
- 2006 - Coupe Charade, équipe des Rouges de la Ligue nationale d'improvisation
- 1993 - Prix Gémeaux, meilleure interprétation jeunesse pour Les Débrouillards